# The Breadwinner
The Breadwinner é um filme de drama canadiano-hiberno-luxemburguês de 2017 dirigido por Nora Twomey e escrito por Anita Doron e Deborah Ellis. Estrelado por Saara Chaudry, Soma Bhatia, Kane Mahon, Laara Sadiq e Shaista Latif, estreou no Festival Internacional de Cinema de Toronto em 8 de setembro de 2017.

## Sinopse
Depois de seu pai, Nurullah, ser injustamente preso, Parvana, uma garota no Afeganistão, controlado pelo grupo Talibam, veste-se de um garoto para que ela possa trabalhar para ajudar sua mãe, Fattema, e sua irmã, Soraya.

## Elenco
- Saara Chaudry as Parvana[5]
- Soma Bhatia as Shauzia[5]
- Noorin Gulamgaus[6]
- Kane Mahon[7]
- Laara Sadiq as Fattema[5]
- Ali Badshah - Nurullah[5]
- Shaista Latif - Soraya[5]
- Kanza Feris - Sorcerer
- Kawa Ada - Razaq[5]
- Ali Kazmi[7]
- Mran Volkhard